# Бойно поле (2016)
Бойно поле (2016) беше кеч pay-per-view (PPV) турнир и WWE Network събитие, продуцирано от WWE. Ще се провежда на 24 юли 2016 в Verizon Center във Вашингтон. Беше четвъртото събитие под това име в хронологията на Бойно поле и последното след като новото разширяване на марките започва да променя турнирите.
Девет мача се провеждат по време на събитието, един от които преди него. В главния мач, Дийн Амброуз успешно запазва Титлата на WWE в Мач Тройна заплаха срещу бившите си съотборници от Щит, Сет Ролинс и Роуман Рейнс, оставайки титлата в шоуто Разбиване на живо. Шоуто също е познато за първата поява на ринга на WWE на Ренди Ортън след девет-месечно отсъствие заради травма и дебюта в главния състав на бившата Шампионка при жените на NXT Бейли.

## Заден план
На Договорът в куфарчето, Дийн Амброуз печели Световната титла в тежка категория на WWE, след като печели Мач със стълби за Договорът в куфарчето и го използва на Сет Ролинс, когато Ролинс победи Роуман Рейнс, печелейки титлата. На следващата вечер на Първична сила, Рейнс и Ролинс се бия в мач за главен претендент, който приключва с двойно отброяване. Амброуз откровено казва, че ще защити титлата и срещу двамата в мач Тройна заплаха, с което Шейн Макмеън се съгласява и го обявява официално за Бойно поле.
На 21 юни, два дни след Договорът в куфарчето, Рейнс е съкратен за 30 дни заради нарушаване на Програмата за здравето на WWE, която използва тест за наркотици, откриващ злоупотребата с наркотични вещества. Pro Wrestling Torch докладва, че WWE са знаели за нарушението на Рейнс преди Договорът в куфарчето, довеждайки загубата на титлата на Рейнс на турнира. Тъй като съкращаването на Рейнс приключва преди Бойно поле, WWE продължава да го споменават като част от главния мач на Бойно поле. На 27 юни на Първична сила, Ролинс споменава отсъствието на Роуман по телевизията, но Стефани Макмеън отказва да премахне Рейнс от мача на Бойно поле, и вместо това дава на Ей Джей Стайлс и Джон Сина квалификационни мачове срещу Амброус и Ролинс за участие в мача на Бойно поле. Стайлс и Сина губят, когато всеки от тях се намесва в мача на другия (Карл Андерсън и Люк Галоус също се намесват). От 29 юни, името на Световната титла в тежка категория на WWE е сменено на Титлата на WWE. На 18 юли, мача за Титлата на WWE между Амброуз и Ролинс завършва с неочакван двоен туш. Докато Пълномощничката на Първична сила Стефани Макмеън обявява Ролинс като новия шампион, съдията осъжда мача с равенство, където Амброуз си запазва титлата. На следващия ден на Разбиване на живо, Амброуз побеждава Ролинс в реванш. На същото шоу Амброуз е преместен в Разбиване, докато Ролинс и Рейнс в Първична сила.
На NXT Завземане: Р Еволюция през декември 2014, Сами Зейн печели Титлата на NXT от Невил. След мача, приятеля на Зейн Кевин Оуенс, първо го поздравявя и след това атакува Зейн. На NXT Завземане: Враг през февруари 2015, Оуенс побеждава Зейн и печели Титлата на NXT. Зейн се завъръща в главния състав на Кралски грохот и елиминира Оуенс от Кралското меле. На Разплата, Оуенс побеждава Зейн. На Договорът в куфарчето, и двамата не успяват да спечелят мача със стълби за Договорът в куфарчето.На 27 юни на Първична сила, Зейн предизвиква Оуенс за мач на Бойно поле по време на рубриката Незабравими моменти на Крис Джерико, което Оуенс приема.
На Договорът в куфарчето, Наталия и Беки Линч губят отборен мач. След мача, Наталия става зла и атакува Линч. На следващата нощ на Първична сила, Наталия отново атакува Линч, и заявява, че от сега нататък е самостоятелна. На 27 юни, в епизод на Първична сила, Линч атакува Наталия, която коментираше, преди мача ѝ със Съмър Рей. На 4 юли, на Първична сила, мач между двете е обявен за Бойно поле.
На Договорът в куфарчето, Ей Джей Стайлс побеждава Джон Сина след като Клубът се намесват. На следващата вечер на Първична сила, Стайлс и Люк Галоус атакуват Сина по време на мача му срещу Карл Андерсън. На 27 юни, на Пъреична сила, Сина и Стайлс получават шанс да бъдат в мача за Титлата на WWE на Бойно поле, но после Галоус и Андерсън правят Убиеца на магии на Сина върху сцената. На 4 юли на Първична сила, Клубът атакува Сина, докато Ензо Аморе и Колин Касиди не спасяват Сина. По-късно същата вечер, отборен мач между шестима е обявен между двата отбора на Бойно поле.
На 11 юли, в епизод на Първична сила, Дарън Йънг печели кралска битка и става главен претендент ще срещне Интерконтиненталния шампион Миз на Бойно поле.
На 7 юли, в епизод на Разбиване, Зак Райдър печели мач срещу Шеймъс и тогава предизвиква Русев на мач за Титлата на Съединените щати на WWE. На 11 юли, в епизод на Първична сила, Русев атакува Райдър след загубата му от Шеймъс и приема предизвикателството му за Бойно поле.
На 20 юни, в епизод на Първична сила, Семейство Уайът се завръщат и са прекъснати от Отборните шампиони на WWE Нов Ден. Двата отбора се споменават взаимно, докато говорят до следващите седмици. На 4 юли, в епизод на Първична сила, Уайът канят Нов Де в техния семеен двор, което Нов Ден приемат. На 11 юли, в епизод на Първична сила, Нов Ден отиват в двора на Уайът и двата отбора се сбиват, докато Нов Ден не избяга. На 12, Рене Йънг обявява по Facebook, че двата отбора ще се срещнат в отборен мач между шестима на Бойно поле.
След завръщането си в началото на юни, Саша Банкс започва да враждува с Шарлът, която сформира отбор с Дейна Брук, докато Банкс отсъства. На 20 юни, в епизод на Първична сила, Банкс спасява Пейдж от атаката на Брук и Шарлът. На 27 юни, в епизод на Първична сила, Банкс и Пейдж побеждават Брук и Шарлът. През следващите седмици, Шарлът и Брук продължават да провокират Банкс. На 11 юли, в епизод на Първична сила, Банкс побеждава Брук. На 14 юли, в епизод на Разбиване, Банск побеждава Брук. По-късно същата вечер, отборен мач между Банкс и нейна неизвестна партньорка срещу Шарлът и Брук на Бойно поле.
На 11 юли, в епизод на Първична сила, е обявено, че Крис Джерико ще води рубриката си Незабравими моменти с Ренди Ортън като негов гост, преди мача му срещу Брок Леснар на Лятно тръшване.
На 22 юли, мач между Братя Усо и Брийзанго е обявен за предварителното шоу на Бпйно поле.

## Резултати
| №                                                                                     | Резултати | Правила                                                | Време |
| ------------------------------------------------------------------------------------- | --- | ------------------------------------------------------ | ----- |
| 1П                                                                                    | Брийзанго (Тайлър Брийз и Фанданго) победиха Братя Усо (Джими Усо и Джей Усо)                                         | Отборен мач                                            | 5:26  |
| 2                                                                                     | Саша Банкс и Бейли победиха Шарлът и Дейна Брук чрез предаване                                                        | Отборен мач                                            | 7:25  |
| 3                                                                                     | Семейство Уайът (Брей Уайът, Ерик Роуън и Броун Строуман) победиха Нов Ден (Големият И, Кофи Кингстън и Ксавиер Уудс) | Отборен мач между шестима                              | 8:47  |
| 4                                                                                     | Русев (ш) (с Лана) победи Зак Райдър чрез предаване                                                                   | Индивидуален мач за Титлата на Съединените щати на WWE | 7:01  |
| 5                                                                                     | Сами Зейн победи Кевин Оуенс                                                                                          | Индивидуален мач                                       | 18:22 |
| 6                                                                                     | Наталия победи Беки Линч чрез предаване                                                                               | Индивидуален мач                                       | 9:04  |
| 7                                                                                     | Миз (ш) (с Марис) и Дарън Йънг (с Боб Баклънд) се биха до двойна дисквалификация                                      | Индивидуален мач за Интерконтиненталната титла на WWE  | 8:41  |
| 8                                                                                     | Джон Сина, Ензо Аморе и Големият Кас победиха Клубът (Ей Джей Стайлс, Люк Галоус и Карл Андерсън)                     | Отборен мач между шестима                              | 14:30 |
| 9                                                                                     | Дийн Амброуз (ш) победи Ромян Рейнс и Сет Ролинс                                                                      | Мач Тройна заплаха за Титлата на Федерацията           | 18:03 |
| - (ш) – указва шампиона/шампионите в мача - П – показва, че мача се случи преди шоуто | |                                                        |       |

## Други участници в кадър
| Английски коментатори - Майкъл Коул (PPV мачове) - Джон ”Брадшоу” Лейфилд (PPV мачове) - Байрън Сакстън (Всеки мач) - Мауро Ронало (Преди шоуто) | Испански коментатори - Карлос Кабрера - Марсело Родригез Германски коментатори - Карстен Шаерфер - Себастиян Хакл | Говорители - Грег Хамилтън - ДжоДжо - Интервюта зад кулисите - Том Филипс | Преди шоуто - Рене Йънг - Букър Ти - Кори Грейвс - Джери Лоулър |

Събитието също включва коментатори на живо на Япоснки, Бразилско-Португалски и Руски.